# مدیا کپیتال
مدیا کپیتال (انگلیسی: Media Capital) شرکت رسانه‌ای پرتغالی است، که در سال ۱۹۸۸ تأسیس شد.